# Köhlbrandtreppe

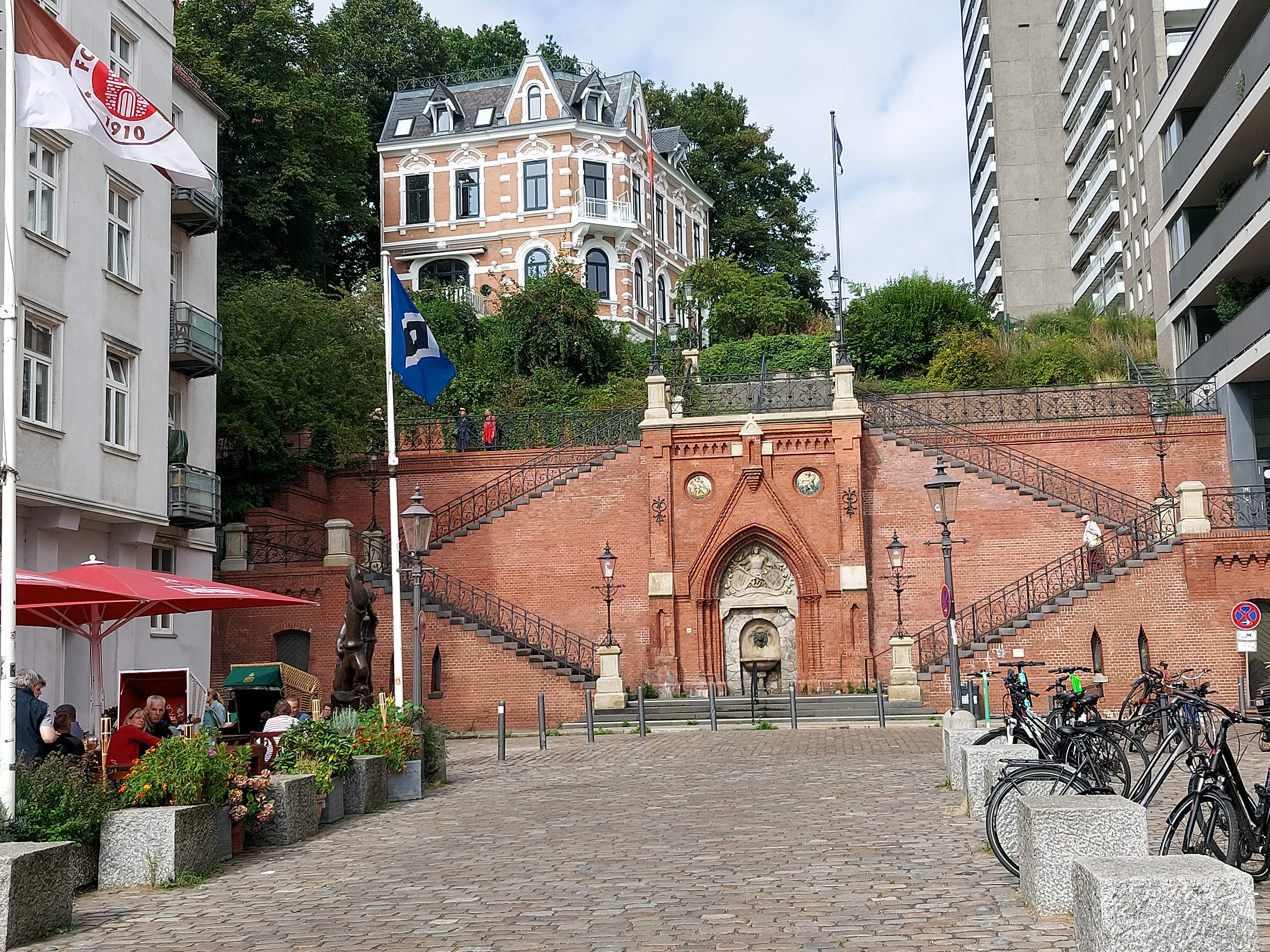
Köhlbrandtreppe (2021)

Vom Elbufer an der Einmündung der Carsten-Rehder-Straße in die Große Elbstraße aus, ist die 1887 eingeweihte Köhlbrandtreppe in Hamburg-Altona-Altstadt mit ihrem monumentalen Kopfbau zu sehen. Diese Anlage benutzten bis in die 1960er Jahre täglich tausende von Arbeitern auf ihrem Weg von den eng bebauten Wohnquartieren in der Oberstadt zu den Fähranlegern sowie den Hafen- und Gewerbebetrieben am Elbufer. Bis in den Zweiten Weltkrieg befand sich hier auch eine Endstation der Hamburger Straßenbahn.

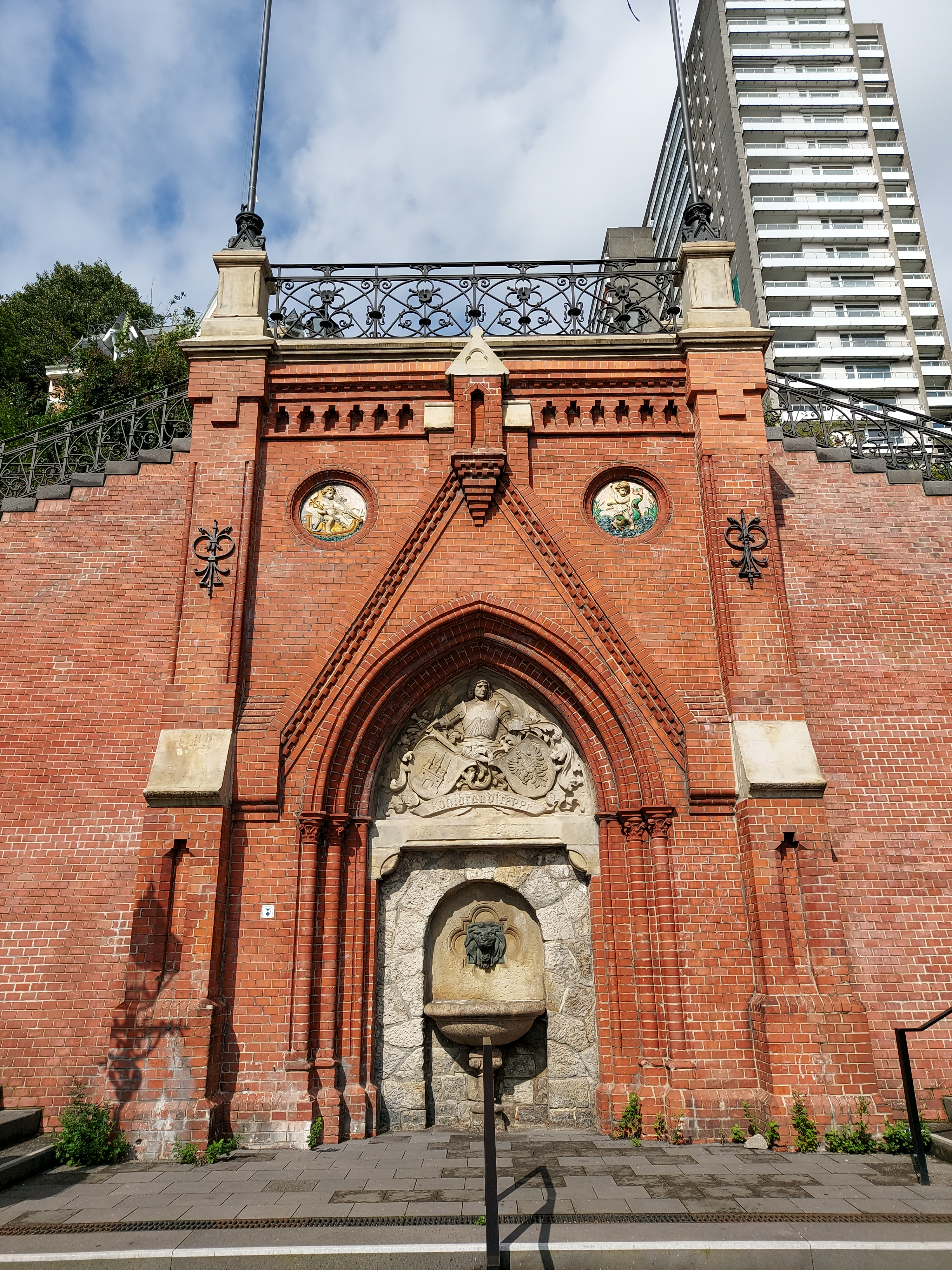
Kopfbau mit Brunnen

In der Mitte der Wandfläche liegt ein Brunnen, der mit den Wappen von Altona und Preußen verziert ist. Darüber sind die beiden Gottheiten Merkur und Neptun als Symbole für den Handel und das Meer abgebildet. Neben der Treppe befindet sich die traditionelle Hafenkneipe Zum Schellfischposten.
Die Köhlbrandtreppe steht als Ensemble zusammen mit dem benachbarten Etagenwohnhaus Köhlbrandtreppe 1 seit dem 5. April 2001 unter Denkmalschutz.